# 张越男
张越男（1934年—2015年），女，回族，河北文安人，中国女高音歌唱家，曾任中国戏剧家协会理事，第四届全国人大代表。